# Куринга
Куринга, Куринґа (італ. Curinga, сиц. Curinga) — муніципалітет в Італії, у регіоні Калабрія,  провінція Катандзаро.
Куринга розміщена на відстані близько 470 км на південний схід від Риму, 27 км на захід від Катандзаро.
Населення — 6778 осіб (2014).
Щорічний фестиваль відбувається 30 листопада. Покровитель — Андрій Первозванний (Sant Andrea Apostolo).

## Демографія
Населення за роками:

Станом на 1 січня 2023 року в муніципалітеті офіційно проживало 490 іноземців з 29 країн, серед них 303 громадяни країн Євросоюзу та 6 громадян України.

## Сусідні муніципалітети
- Філадельфія
- Франкавілла-Анджитола
- Якурсо
- Ламеція-Терме
- Піццо
- Сан-П'єтро-а-Маїда